# Tajná kniha Jakubova
Tajná kniha Jakubova či Jakubův apokryf je anonymní text novozákonního apokryfu. Popisuje tajné učení Ježíše předané apoštolům Petrovi a Jakubovi před zmrtvýchvstáním a nanebevstoupením.
Hlavním tématem je, že člověk musí přijmout utrpení jako nevyhnutelné. Zmínění Petra a Jakuba ukazuje to, že text pochází z židovské křesťanské komunity. Vznikl přibližně ve 2. století.
Text obsahuje i některé známky gnosticismu avšak nelze ho připsat k žádnému gnosticistické skupině.
Nachází se ve druhé sekci Jungova kodexu z Knihovny Nag Hammádí. Původní jazyk je řecký přeložený do koptštiny, i když autor tvrdí že originální text byl napsán v hebrejštině.